# Международная ассоциация свопов и деривативов
Международная ассоциация свопов и деривативов (англ. International Swaps and Derivatives Association - ISDA) — организация, объединяющая участников внебиржевого рынка деривативов. Штаб-квартира организации находится в Нью-Йорке. Ассоциация объединяет более 800 членов из 56 стран мира.
Ассоциация была создана в 1985 году в качестве международной ассоциации своп-дилеров (англ. International Swap Dealers Association ). Позднее в связи с увеличением количества финансовых инструментов была переименована.
Ассоциация разработала стандартные условия контрактов, которые широко применяются в мире при совершении сделок в виде свопов и деривативов.